# Eulália Romão
Eulália Romão (1969) es una deportista portuguesa que compitió en halterofilia. Ganó dos medallas de plata en el Campeonato Europeo de Halterofilia, en los años 1990 y 1992.

## Palmarés internacional
| Campeonato Europeo | Campeonato Europeo              | Campeonato Europeo | Campeonato Europeo |
| Año                | Lugar                           | Medalla            | Categoría          |
| ------------------ | ------------------------------- | ------------------ | ------------------ |
| 1990               | Santa Cruz de Tenerife (España) | Medalla de plata   | 44 kg              |
| 1992               | Loures (Portugal)               | Medalla de plata   | 44 kg              |